# 29839 Russhoward
29839 Russhoward este o planetă minoră (asteroid) din centura de asteroizi. A fost descoperită pe 19 martie 1999 la Stația Anderson Mesa de Lowell Observatory Near-Earth-Object Search și a fost numită după Russell A. Howard⁠(d). 
Obiectul prezintă o orbită caracterizată de o semiaxă mare de 3,0987529 UAi, o excentricitate de 0,15, o înclinație de 2,29575 ° în raport cu ecliptica.